# Кивчей
Кивчей — река в России, протекает в Республике Мордовия. Устье реки находится в 10 км от устья Сивини по правому берегу. Длина реки составляет 41 км, площадь водосборного бассейна — 230 км².
Исток реки в лесном массиве в Старошайговском районе у деревни Кивчей в 22 км к северо-западу от райцентра, села Старое Шайгово. Исток расположен на водоразделе Оки и Суры, неподалёку берут начало верхние притоки реки Ирсеть. Река течёт на запад, протекает село Долговерясы и деревни Верхний Кивчей, Мироновка, Новое Заберёзово, Краснофлотец, Новоусадские Выселки, Лысая Гора. Верхнее течение расположено в Старошайговском районе, ниже река течёт по Краснослободскому и Ельниковскому районам. Впадает в Сивинь ниже села Песочная Лосевка. Ширина реки у устья около 10 метров.

## Данные водного реестра
По данным государственного водного реестра России относится к Окскому бассейновому округу, водохозяйственный участок реки — Мокша от истока до водомерного поста города Темников, речной подбассейн реки — Мокша. Речной бассейн реки — Ока.
Код объекта в государственном водном реестре — 09010200112110000027797.